# Mistrzostwa Świata w Lekkoatletyce 2013 – rzut oszczepem mężczyzn
Rzut oszczepem mężczyzn – jedna z konkurencji technicznych rozegranych podczas lekkoatletycznych mistrzostw świata na Łużnikach w Moskwie.
Obrońca tytułu mistrzowskiego z 2011 roku – Niemiec Matthias de Zordo nie wziął udziału w zawodach z powodu kontuzji, której nabawił się 25 maja podczas mityngu Erdgas Werfertage 2013 w Halle.

## Terminarz
| Data        | Godzina |                    |
| ----------- | ------- | ------------------ |
| 15 sierpnia | 9:30    | Eliminacje (gr. A) |
| 15 sierpnia | 11:00   | Eliminacje (gr. B) |
| 17 sierpnia | 18:35   | Finał              |

## Rekordy
Tabela prezentuje rekord świata, rekordy poszczególnych kontynentów, mistrzostw świata, a także najlepszy rezultat na świecie w sezonie 2013 przed rozpoczęciem mistrzostw.
|                            | Zawodnik           | Wynik | Miejsce      | Data                      |
| -------------------------- | ------------------ | ----- | ------------ | ------------------------- |
| Rekord świata              | Jan Železný        | 98,48 | Jena         | 25 maja 1996(dts)         |
| Listy światowe             | Dmitrij Tarabin    | 88,84 | Moskwa       | 24 lipca 2013(dts)        |
| Rekord mistrzostw świata   | Jan Železný        | 92,80 | Edmonton     | 12 sierpnia 2001(dts)     |
| Rekord Afryki              | Marius Corbett     | 88,75 | Kuala Lumpur | 21 września 1998(dts)     |
| Rekord Azji                | Kazuhiro Mizoguchi | 87,60 | San Jose     | 27 maja 1989(dts)         |
| Rekord Ameryki Północnej   | Breaux Greer       | 91,29 | Indianapolis | 21 czerwca 2007(dts)      |
| Rekord Ameryki Południowej | Edgar Baumann      | 84,70 | San Marcos   | 17 października 1999(dts) |
| Rekord Europy              | Jan Železný        | 98,48 | Jena         | 25 maja 1996(dts)         |
| Rekord Australii i Oceanii | Jarrod Bannister   | 89,02 | Brisbane     | 29 lutego 2008(dts)       |

## Mistrzostwa kontynentów
Od zakończenia, 4 sierpnia 2011, poprzednich mistrzostw świata rozegrano mistrzostwa (w kategorii seniorów) na wszystkich kontynentach. Poniższe tabele prezentują medalistów tych imprez.
| Kontynent                  | Zawody                                        | Miejsce             | Data finału          | Złoty medal      | Srebrny medal     | Brązowy medal      | Wyniki    | Źródło |
| -------------------------- | --------------------------------------------- | ------------------- | -------------------- | ---------------- | ----------------- | ------------------ | --------- | ------ |
| Europa                     | Mistrzostwa Europy 2012                       | Helsinki            | 28 czerwca 2012(dts) | Vítězslav Veselý | Walerij Iordan    | Ari Mannio         | szczegóły | [ 7 ]  |
| Afryka                     | Mistrzostwa Afryki 2012                       | Porto-Novo          | 1 lipca 2012(dts)    | Julius Yego      | John Ampomah      | Kenechukwu Ezeofor | szczegóły | [ 8 ]  |
| Ameryka Środkowa i Karaiby | Mistrzostwa Ameryki Środkowej i Karaibów 2013 | Morelia             | 5 lipca 2013(dts)    | Carlos Armenta   | Alexander Pascal  | José Lagunes       | szczegóły | [ 9 ]  |
| Azja                       | Mistrzostwa Azji 2013                         | Pune                | 5 lipca 2013(dts)    | Ivan Zaytsev     | Sachith Maduranga | Samarjeet Singh    | szczegóły | [ 10 ] |
| Ameryka Płd.               | Mistrzostwa Ameryki Płd. 2013                 | Cartagena de Indias | 7 lipca 2013(dts)    | Víctor Fatecha   | Arley Ibargüen    | Braian Toledo      | szczegóły | [ 11 ] |

## Listy sezonu
Tabele prezentują pięć najlepszych wyników na poszczególnych kontynentach w roku 2013 przed rozpoczęciem mistrzostw świata.
| Wynik | Zawodnik         | Data               | Miejsce  |
| ----- | ---------------- | ------------------ | -------- |
| 88,84 | Dmitrij Tarabin  | 24 lipca(dts) br   | Moskwa   |
| 87,68 | Vítězslav Veselý | 19 lipca(dts) br   | Monako   |
| 87,60 | Tero Pitkämäki   | 18 maja(dts) br    | Szanghaj |
| 85,70 | Antti Ruuskanen  | 3 sierpnia(dts) br | Kuortane |
| 84,65 | Ari Mannio       | 16 czerwca(dts) br | Turku    |

| Wynik | Zawodnik                     | Data                | Miejsce       |
| ----- | ---------------------------- | ------------------- | ------------- |
| 82,45 | Ihab Abd ar-Rahman as-Sajjid | 26 czerwca(dts) br  | Mersin        |
| 82,09 | Julius Yego                  | 13 lipca(dts) br    | Nairobi       |
| 81,97 | John Robert Oosthuizen       | 20 kwietnia(dts) br | Potchefstroom |
| 78,77 | Jayson Henning               | 25 maja(dts) br     | Potchefstroom |
| 75,83 | Chad Herman                  | 29 kwietnia(dts) br | Pretoria      |

| Wynik | Zawodnik          | Data                | Miejsce   |
| ----- | ----------------- | ------------------- | --------- |
| 85,96 | Yukifumi Murakami | 29 kwietnia(dts) br | Hiroszima |
| 83,79 | Ivan Zaystev      | 28 maja(dts) br     | Tartu     |
| 81,18 | Zhao Qinggang     | 18 maja(dts) br     | Szanghaj  |
| 79,84 | Huang Shih-feng   | 25 lutego(dts) br   | Kaohsiung |
| 79,62 | Sachith Maduranga | 5 lipca(dts) br     | Pune      |

| Wynik | Zawodnik           | Data               | Miejsce       |
| ----- | ------------------ | ------------------ | ------------- |
| 85,59 | Guillermo Martínez | 17 marca(dts) br   | Hawana        |
| 84,39 | Keshorn Walcott    | 3 maja(dts) br     | Port-of-Spain |
| 83,50 | Riley Dolezal      | 23 czerwca(dts) br | Des Moines    |
| 83,14 | Sam Humphreys      | 23 czerwca(dts) br | Des Moines    |
| 81,40 | Corey White        | 18 maja(dts) br    | Tucson        |

| Wynik | Zawodnik                | Data               | Miejsce             |
| ----- | ----------------------- | ------------------ | ------------------- |
| 78,60 | Braian Toledo           | 6 kwietnia(dts) br | Buenos Aires        |
| 77,23 | Júlio César de Oliveira | 4 maja(dts) br     | Campinas            |
| 76,14 | Víctor Fatecha          | 7 lipca(dts) br    | Cartagena de Indias |
| 76,13 | Arley Ibargüen          | 7 lipca(dts) br    | Cartagena de Indias |
| 75,20 | Dayron Márquez          | 22 czerwca(dts) br | Cali                |

| Wynik | Zawodnik         | Data               | Miejsce   |
| ----- | ---------------- | ------------------ | --------- |
| 81,14 | Hamish Peacock   | 28 lipca(dts) br   | Hobart    |
| 81,07 | Stuart Farquhar  | 6 kwietnia(dts) br | Melbourne |
| 79,99 | Jarrod Bannister | 6 kwietnia(dts) br | Melbourne |
| 78,10 | Matthew Outzen   | 6 kwietnia(dts) br | Melbourne |
| 76,87 | Leslie Copeland  | 4 czerwca(dts) br  | Papeete   |

## Minima kwalifikacyjne
Aby zakwalifikować się do mistrzostw, należało wypełnić minimum kwalifikacyjne. Każda federacja mogła zgłosić maksymalnie trzech zawodników do startu w tej konkurencji. Jeden z nich mógł mieć spełnione minimum B, pozostali musieli wypełnić warunek A.
| Minimum A | Minimum B |
| --------- | --------- |
| 83,50     | 81,00     |

## Rezultaty

### Eliminacje

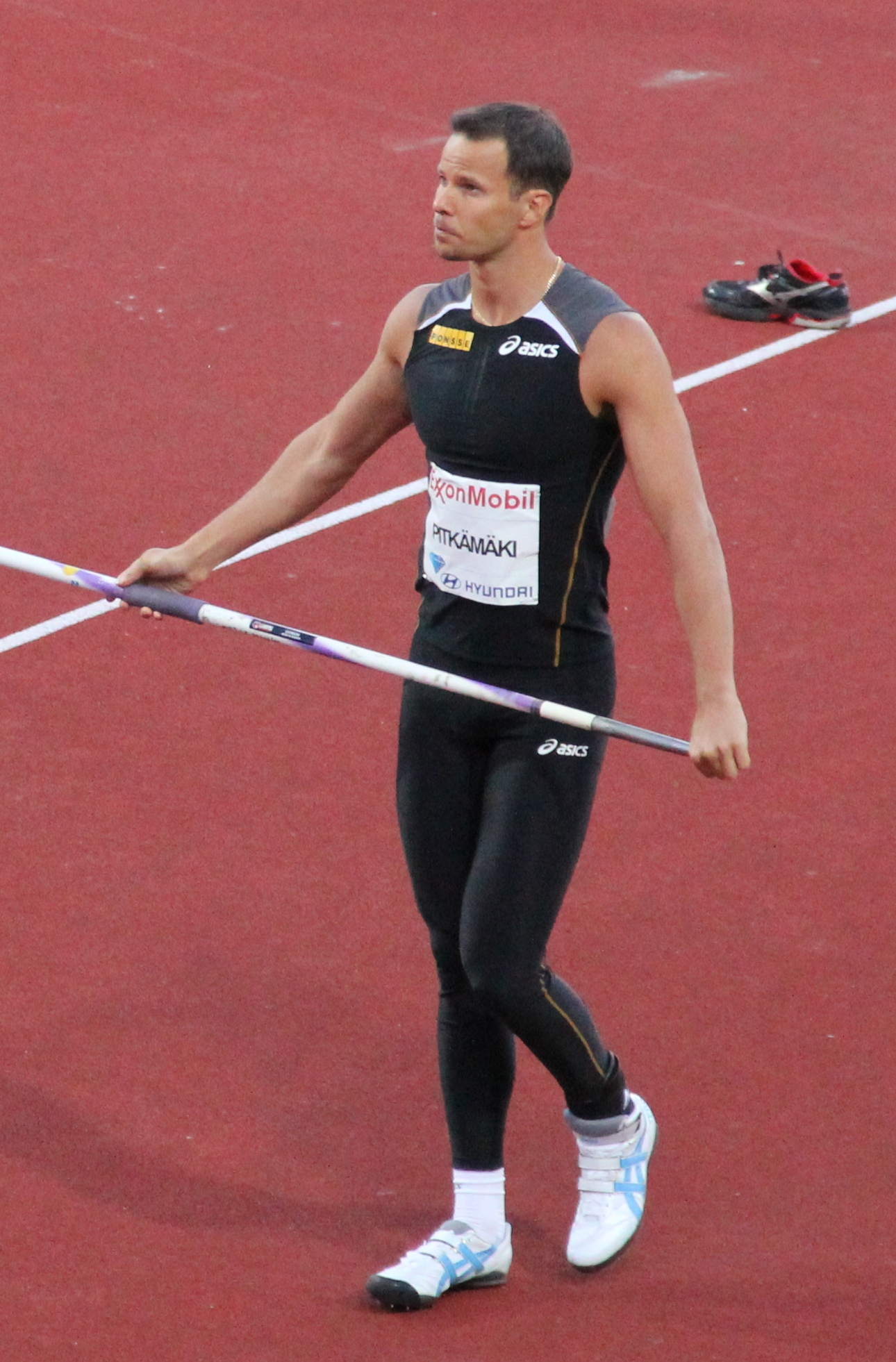
Najlepszy w eliminacjach okazał się Fin Tero Pitkämäki (zdjęcie z 2010 roku)

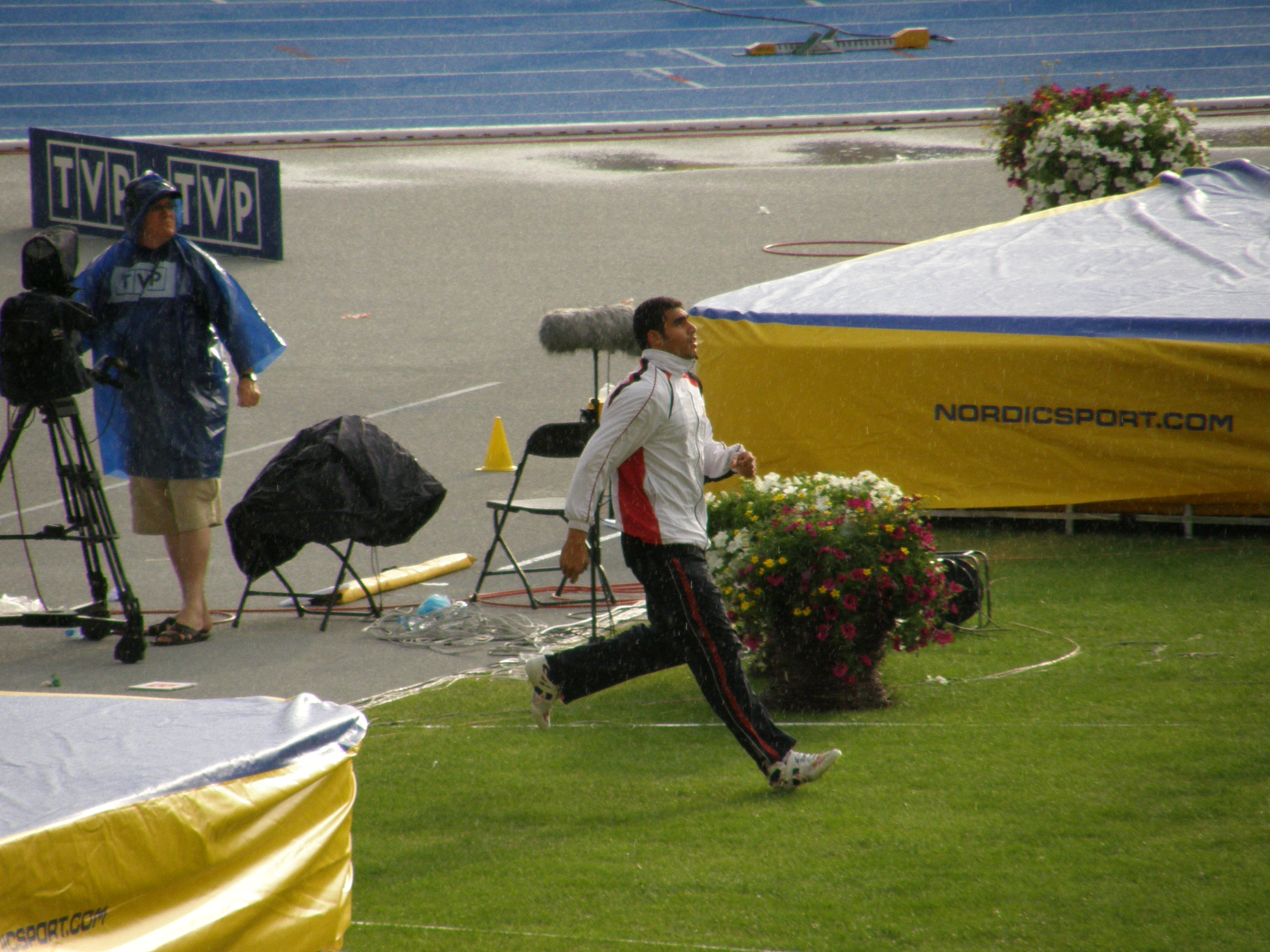
Ihab Abd ar-Rahman as-Sajjid (zdjęcie z Mistrzostw Świata Juniorów 2008) ustanowił w eliminacjach rekord Egiptu

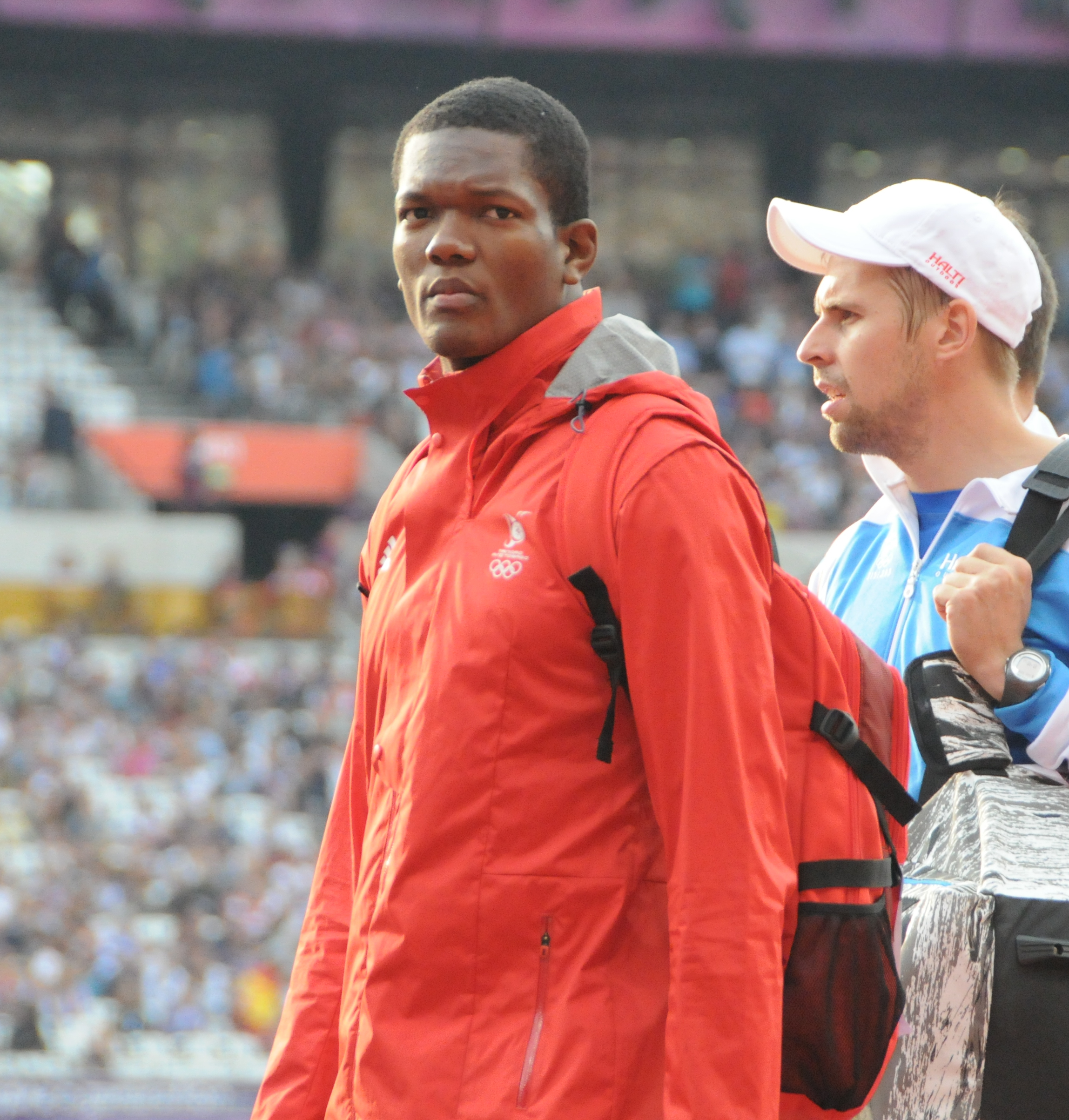
Mistrz olimpijski z 2012 roku Keshorn Walcott odpadł w Moskwie w eliminacjach

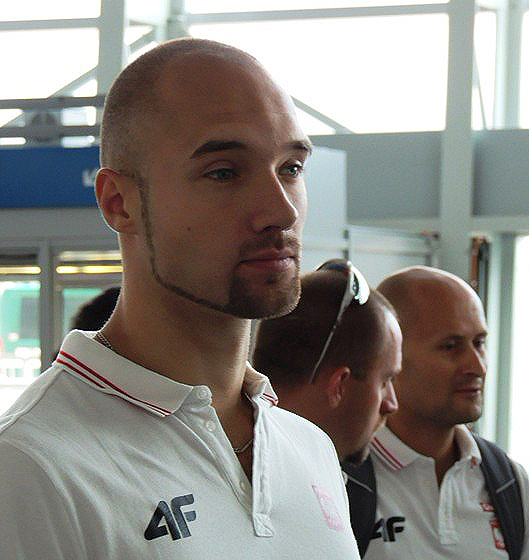
Polski oszczepnik Łukasz Grzeszczuk podczas wylotu reprezentacji z Lotniska Chopina w Warszawie na mistrzostwa świata

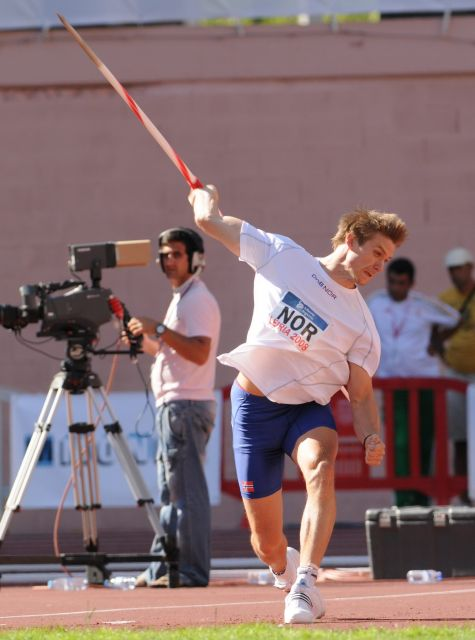
Andreas Thorkildsen (zdjęcie z 2008) broniący tytułu wicemistrza świata był drugi w eliminacjach

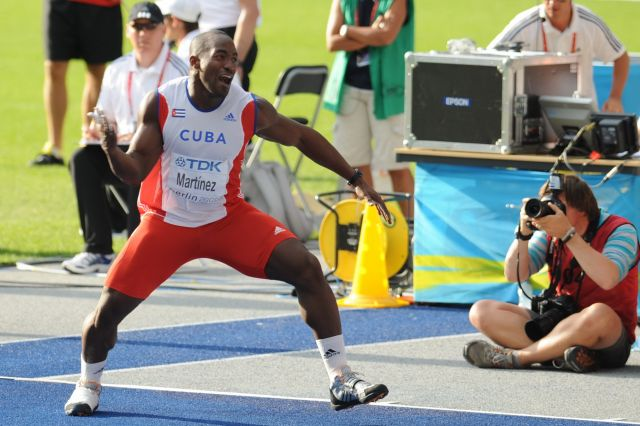
Kubańczyk Guillermo Martínez, brązowy medalista z 2011 roku, odpadł w eliminacjach

Zawodnicy rywalizowali w dwóch grupach: A i B. Aby awansować do finału z wynikiem należało rzucić co najmniej 82,50 (Q) – rezultat ten był taki sam jak dwa lata wcześniej w Daegu. Minimum ustalili delegaci techniczni podczas spotkania 7 sierpnia.
Poniżej zaprezentowano wyniki poszczególnych grup oraz zbiorową listę zawodników według osiągniętych wyników.

#### Grupa A
| Poz. | Zawodnik            | Reprezentacja     | #1    | #2    | #3    | Rezultat | Uwagi |
| ---- | ------------------- | ----------------- | ----- | ----- | ----- | -------- | ----- |
| 1    | Tero Pitkämäki      | Finlandia         | 84,39 |       |       | 84,39    | Q     |
| 2    | Andreas Thorkildsen | Norwegia          | x     | 79,45 | 83,05 | 83.05    | Q     |
| 3    | Ivan Zaytsev        | Uzbekistan        | 81,53 | x     | –     | 81,53    | q     |
| 4    | Vítězslav Veselý    | Czechy            | x     | 81,51 | –     | 81,51    | q     |
| 5    | Julius Yego         | Kenia             | 79,56 | x     | 80,88 | 80,88    | q     |
| 6    | Kim Amb             | Szwecja           | 80,84 | x     | 80,37 | 80,84    | q     |
| 7    | Stuart Farquhar     | Nowa Zelandia     | 80,73 | x     | 76,73 | 80,73    | q     |
| 8    | Bernhard Seifert    | Niemcy            | 80,02 | x     | x     | 80,02    |       |
| 9    | Guillermo Martínez  | Kuba              | 79,67 | 77,88 | 76,70 | 79,67    |       |
| 10   | Keshorn Walcott     | Trynidad i Tobago | 78,78 | x     | 75,84 | 78,78    |       |
| 11   | Aleksiej Towarnow   | Rosja             | 74,15 | 73,25 | 78,43 | 78.43    |       |
| 12   | Marcin Krukowski    | Polska            | x     | x     | 76,93 | 76,93    |       |
| 13   | Walerij Iordan      | Rosja             | 76,92 | 72,79 | 73,70 | 76.92    |       |
| 14   | Hamish Peacock      | Australia         | 70,61 | 76,33 | 75,31 | 76.33    |       |
| 15   | Thomas Röhler       | Niemcy            | 71,88 | 74,45 | 73,67 | 74.45    |       |
| 16   | Uładzimir Kazłou    | Białoruś          | 72,66 | 67,79 | x     | 72,66    |       |

#### Grupa B
| Poz. | Zawodnik                     | Reprezentacja            | #1    | #2    | #3    | Rezultat | Uwagi |
| ---- | ---------------------------- | ------------------------ | ----- | ----- | ----- | -------- | ----- |
| 1    | Ihab Abd ar-Rahman as-Sajjid | Egipt                    | 83,62 |       |       | 83,62    | Q     |
| 2    | Antti Ruuskanen              | Finlandia                | 80,02 | 81,36 | –     | 81,36    | q     |
| 3    | Dmitrij Tarabin              | Rosja                    | x     | 81,32 | –     | 81,32    | q     |
| 4    | Risto Mätas                  | Estonia                  | 79,25 | x     | 80,18 | 80,18    | q     |
| 5    | Fatih Avan                   | Turcja                   | 78,09 | 79,93 | 80,09 | 80,09    |       |
| 6    | Vadims Vasiļevskis           | Łotwa                    | 79,09 | 77,59 | 79,68 | 79,68    |       |
| 7    | Teemu Wirkkala               | Finlandia                | 79,50 | 78,54 | 79,26 | 79,50    |       |
| 8    | Víctor Fatecha               | Paragwaj                 | 76,13 | 79,03 | x     | 79,03    | PB    |
| 9    | Riley Dolezal                | Stany Zjednoczone        | 72,96 | 78,76 | 77,25 | 78,76    |       |
| 10   | Yukifumi Murakami            | Japonia                  | 77,75 | x     | 76,74 | 77,75    |       |
| 11   | Zhao Qinggang                | Chińska Republika Ludowa | 76,23 | 76,78 | 77,61 | 77,61    |       |
| 12   | Lars Hamann                  | Niemcy                   | 77,10 | 74,75 | 72,00 | 77,10    |       |
| 13   | Łukasz Grzeszczuk            | Polska                   | 74,72 | x     | x     | 74,72    |       |
| 14   | Gabriel Wallin               | Szwecja                  | 74,66 | x     | x     | 74,66    |       |
| 15   | John Robert Oosthuizen       | Południowa Afryka        | 74,36 | 70,99 | x     | 74,36    |       |
| 16   | Leslie Copeland              | Fidżi                    | 70,56 | 72,30 | 68,46 | 72,30    |       |
|      | Roman Awramenko              | Ukraina                  | 76,73 | 79,91 | 80,37 | 80,37    | DSQ   |

#### Podsumowanie eliminacji
| Poz. | Grupa | Zawodnik                     | Reprezentacja            | Rezultat | Uwagi |
| ---- | ----- | ---------------------------- | ------------------------ | -------- | ----- |
| 1    | A     | Tero Pitkämäki               | Finlandia                | 84,39    | Q     |
| 2    | B     | Ihab Abd ar-Rahman as-Sajjid | Egipt                    | 83,62    | Q     |
| 3    | A     | Andreas Thorkildsen          | Norwegia                 | 83,05    | Q     |
| 4    | A     | Ivan Zaytsev                 | Uzbekistan               | 81,53    | q     |
| 5    | A     | Vítězslav Veselý             | Czechy                   | 81,51    | q     |
| 6    | B     | Antti Ruuskanen              | Finlandia                | 81,36    | q     |
| 7    | B     | Dmitrij Tarabin              | Rosja                    | 81,32    | q     |
| 8    | A     | Julius Yego                  | Kenia                    | 80,88    | q     |
| 9    | A     | Kim Amb                      | Szwecja                  | 80,84    | q     |
| 10   | A     | Stuart Farquhar              | Nowa Zelandia            | 80,73    | q     |
| 11   | B     | Risto Mätas                  | Estonia                  | 80,18    | q     |
| 12   | B     | Fatih Avan                   | Turcja                   | 80,09    |       |
| 13   | A     | Bernhard Seifert             | Niemcy                   | 80,02    |       |
| 14   | B     | Vadims Vasiļevskis           | Łotwa                    | 79,68    |       |
| 15   | A     | Guillermo Martínez           | Kuba                     | 79,67    |       |
| 16   | B     | Teemu Wirkkala               | Finlandia                | 79,50    |       |
| 17   | B     | Víctor Fatecha               | Paragwaj                 | 79,03    | PB    |
| 18   | A     | Keshorn Walcott              | Trynidad i Tobago        | 78,78    |       |
| 19   | B     | Riley Dolezal                | Stany Zjednoczone        | 78,76    |       |
| 20   | A     | Aleksiej Towarnow            | Rosja                    | 78,43    |       |
| 21   | B     | Yukifumi Murakami            | Japonia                  | 77,75    |       |
| 22   | B     | Zhao Qinggang                | Chińska Republika Ludowa | 77,61    |       |
| 23   | B     | Lars Hamann                  | Niemcy                   | 77,10    |       |
| 24   | A     | Marcin Krukowski             | Polska                   | 76,93    |       |
| 25   | A     | Walerij Iordan               | Rosja                    | 76,92    |       |
| 26   | A     | Hamish Peacock               | Australia                | 76,33    |       |
| 27   | B     | Łukasz Grzeszczuk            | Polska                   | 74,72    |       |
| 28   | B     | Gabriel Wallin               | Szwecja                  | 74,66    |       |
| 29   | A     | Thomas Röhler                | Niemcy                   | 74,45    |       |
| 30   | B     | John Robert Oosthuizen       | Południowa Afryka        | 74,36    |       |
| 31   | A     | Uładzimir Kazłou             | Białoruś                 | 72,66    |       |
| 32   | B     | Leslie Copeland              | Fidżi                    | 72,30    |       |
|      | B     | Roman Awramenko              | Ukraina                  | 80,37    | DSQ   |

### Finał
| Poz. | Zawodnik                     | Reprezentacja | Próby | Próby | Próby | Próby | Próby | Próby | Rezultat | Uwagi |
| Poz. | Zawodnik                     | Reprezentacja | 1     | 2     | 3     | 4     | 5     | 6     | Rezultat | Uwagi |
| ---- | ---------------------------- | ------------- | ----- | ----- | ----- | ----- | ----- | ----- | -------- | ----- |
| 1 !  | Vítězslav Veselý             | Czechy        | 87,17 | 78,80 | 81,21 | 83,80 | x     | -     | 87,17    |       |
| 2 !  | Tero Pitkämäki               | Finlandia     | 83,40 | 86,88 | 87,07 | 85,67 | x     | 85,22 | 87,07    |       |
| 3 !  | Dmitrij Tarabin              | Rosja         | x     | 84,38 | x     | 82,25 | x     | 86,23 | 86,23    |       |
| 4.   | Julius Yego                  | Kenia         | 80,60 | x     | 81,13 | x     | 85,40 | 81,20 | 85,40    | NR    |
| 5.   | Antti Ruuskanen              | Finlandia     | 77,96 | 80,32 | x     | x     | 75,86 | 81,44 | 81,44    |       |
| 6.   | Andreas Thorkildsen          | Norwegia      | 80,93 | 76,82 | x     | 80,62 | 81,06 | -     | 81,06    |       |
| 7.   | Ihab Abd ar-Rahman as-Sajjid | Egipt         | 79,02 | 78,57 | 80,94 | 78,70 | 76.85 | x     | 80,94    |       |
| 8.   | Risto Mätas                  | Estonia       | 78,32 | 78,87 | 80,03 |       |       |       | 80,03    |       |
| 9.   | Stuart Farquhar              | Nowa Zelandia | 79,24 | 75,72 | x     |       |       |       | 79,24    |       |
| 10.  | Kim Amb                      | Szwecja       | 77,64 | 76,28 | 78,91 |       |       |       | 78,91    |       |
| 11.  | Ivan Zaytsev                 | Uzbekistan    | 74,58 | 78,33 | 77,82 |       |       |       | 78,33    |       |
| 99 ! | Roman Awramenko              | Ukraina       | 81,32 | x     | 80,12 | 82,05 | 78,61 | 80,80 | 82,05    | DSQ   |